# Tutuilaöarna

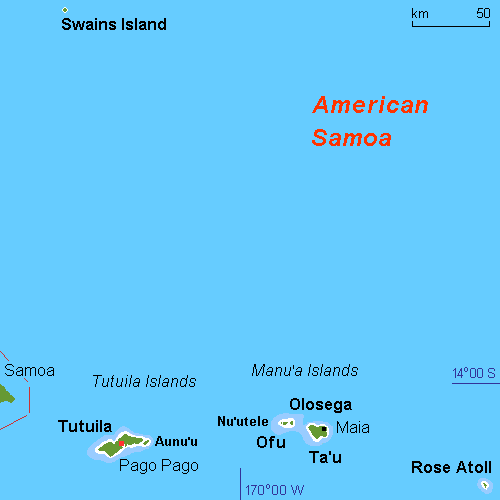
Lägeskarta

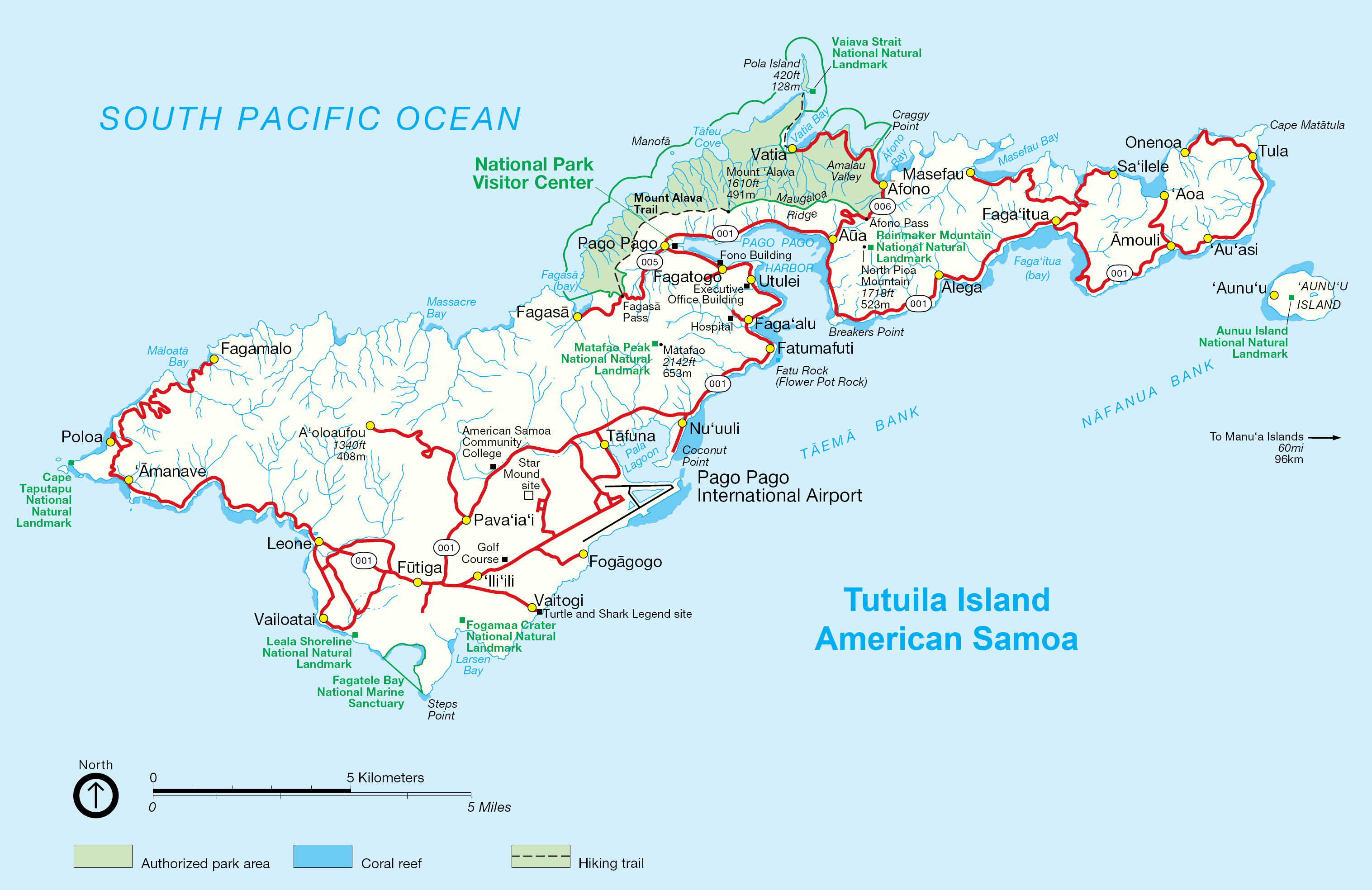
Karta över Tutuilaöarna.

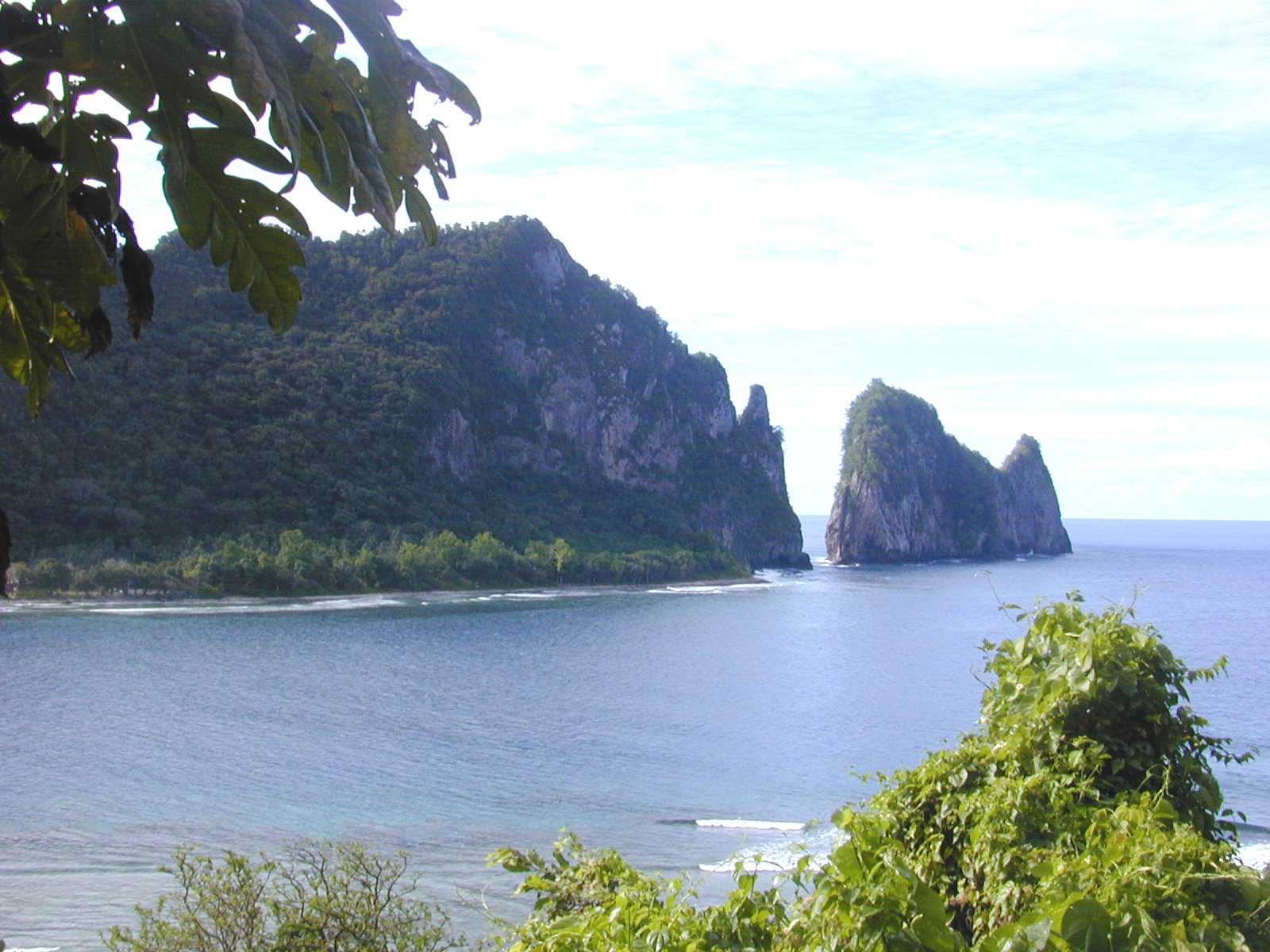
Huvudön och en av småöarna.

Tutuilaöarna (engelska Tutuila Islands, samoanska Tutuila tele), oftast endast Tutuila efter huvudön, är en ögrupp i Polynesien i södra Stilla havet och tillhör Amerikanska Samoa.

## Geografi
Tutuilaöarna utgör den västra ögruppen i Amerikanska Samoa och ligger cirka 70 kilometer sydöst om Samoa och ca 110 km väster om Manu'aöarna.
Ögruppenn har en areal om ca 141,81 km² och består av:
- Tutuila, huvudön, ca 136 km²
- Aunu'u, öster om huvudön, ca 1,6 km²
- samt de obebodda
  - Pola Island, norr om huvudön,
  - Fatu Rock och Futi Rock söder om huvudön
  - och ytterligare en rad småöar

De högsta höjderna är Matafao Peak på ca 654 m ö.h., North Pioa Mountain på ca 523 m ö.h. och Mount Alava på ca 491 m ö.h.
Förvaltningsmässigt är området uppdelat i två distrikt, Eastern District och Western District.
Befolkningen uppgår till ca 55 900 invånare där ca 19 000 bor i huvudorten Pago Pago på Tutuila.
Amerikanska Samoas huvudflygplats Pago Pago (Pago Pago International Airport, flygplatskod "PPG") ligger på Tutuilas sydvästra del och har kapacitet för internationellt flyg.

## Historia
Samoaöarna beboddes av polynesier sedan 1000-talet f.Kr.
Den nederländske upptäcktsresanden Jakob Roggeveen blev den 13 juni 1722 den förste europé att besöka Samoaöarna. Även franske Louis Antoine de Bougainville besökte området 1768 som då namngav öarna "Iles Navigateurs".
Den 17 april 1900 övergick Tutuilaöarna formellt till USA:s förvaltning efter Samoaöarnas delning genom Berlinfördraget.
Tutuilaöarna förvaltades av den amerikanska flottan (US Navy) från den 17 februari 1900 till den 29 juni 1951 då förvaltningen övergick till det amerikanska inrikesdepartementet (US Department of the Interior).
Den 31 oktober 1988 inrättades American Samoa nationalpark som omfattar delar av Tutuila, Ofu och Ta'u.